# 佐藤智輝
佐藤 智輝（さとう ともき、2000年6月5日 - ）は、山形県寒河江市出身の元プロ野球選手（投手）。左投左打。Honda鈴鹿硬式野球部所属。

## 経歴

### プロ入り前
寒河江市立南部小学校では小学校4年生時に寒南ガッツで野球を始め、寒河江市立陵南中学校では軟式野球部に所属。
山形中央高校進学後、1年夏からベンチ入りし、2年夏には主力投手として活躍。山形県大会決勝まで進んだが、日大山形高校に敗れ、甲子園には届かなかった。3年夏は山形県大会3回戦で新庄北高校に敗れた。
2018年10月25日に行われたドラフト会議では、東北楽天ゴールデンイーグルスから5位指名を受け、契約金3000万円、年俸600万円（金額は推定）という条件で入団した。背番号は61。

### 楽天時代
2019年は、イースタン・リーグで2試合に登板し、0勝0敗、防御率0.00を記録した。
2020年は、イースタン・リーグで3試合に登板し、0勝1敗、防御率0.00を記録した。
2021年は、イースタン・リーグで9試合に登板し、1勝0敗、防御率10.38の成績で、10月26日に球団から戦力外通告を受けた。その後、育成選手としての再契約を打診され、12月9日に育成契約を結んだと発表された。背番号は001。
2022年は、イースタン・リーグで11試合に登板し、1勝0敗、防御率6.64を記録した。
2023年は、イースタン・リーグ2試合の登板で0.2回を防御率40.50に終わり、10月11日に球団から2度目の戦力外通告を受けた。
12球団合同トライアウト開催前に人材派遣会社から勧誘されたが、本人は現役続行を望んで2023年11月15日にファイターズ鎌ケ谷スタジアムでトライアウトに参加。トライアウトでは1つの四球を与えたが、併殺含む2つの内野ゴロで3つのアウトを奪った。トライアウト後、NPBからは獲得球団は現れなかった。

### HONDA鈴鹿時代
2024年1月3日に社会人チームのHonda鈴鹿硬式野球部に入団することを自身のInstagramのストーリーにて発表した。背番号は21。

## 選手としての特徴
最速144km/hのストレートを誇るサウスポー。ドラフト会議前に楽天ゼネラルマネージャーの石井一久が映像などを見た際に高評価をし、指名に繋がった。
2023年にはNPBでの生き残りを懸けてサイドスローも試した。

## 詳細情報

### 年度別投手成績
- 一軍公式戦出場なし

### 背番号
- 61（2019年 - 2021年）
- 001（2022年 - 2023年）
- 21 (2024年 - )